# Freddie Gruber
En Freddie Gruber (27 de maig de 1927, 11 d'octubre de 2011) va ser un bateria de jazz i mestre de música.
En Gruber va créixer en plena escena bebop novaiorquesa, interessant-se per la bateria. Va abandonar Nova York el 1955 i es va mudar a Los Angeles, on va seguir treballant com bateria professional. A mitjans dels anys seixanta va començar a impartir lliçons de bateria en una botiga de música propietat del músic Terry Gibbs. Entre els seus estudiants hi trobem en Vinnie Colaiuta, en Neil Peart, n'Steve Smith, en Dave Weckl i en Bruce Becker.
Va morir l'11 d'octubre de 2011 als 84 anys a Los Angeles.